# Apollo Soucek
Apollo Soucek {Souček} (24. února 1897 Lamont, teritotium Oklahoma USA – 22. července 1955 Washington, D.C.) byl viceadmirál Námořnictva Spojených států amerických. V letech 1929 a 1930 byl zkušebním pilotem a výškovým rekordmanem. Sloužil v obou světových válkách a během korejské války velel 3. uskupení letadlových lodí. Na konci své vojenské kariéry byl šéfem Úřadu pro letectví amerického námořnictva.

## Životopis
Narodil se v Lamontu v tehdejším teritoriu Oklahoma jako první syn přistěhovalce Johna Soucka (Jana Součka) z Ovčár ve středních Čechách a jeho ženy Lýdie rozené Pišné (Pishny) z Moravy. Jan Souček si vybíral jména svých dětí z řecké mytologie, a tak je pojmenoval Myrrha, Apollo, Zeus, Venus, Ormus a Romus. V Lamontu také Apollo a jeho sourozenci vychodili základní školu.

### Počátky vojenské kariéry
V létě roku 1918 se Apollo Soucek přihlásil do amerického námořnictva a základní výcvik absolvoval na palubě bitevní lodi USS Missouri. Na této lodi pak sloužil do konce války jako praporčík. Po skončení 1. světové války zůstal u námořnictva a vstoupil do Námořní akademie Spojených států amerických v Annapolisu. Po jejím ukončení byl 3. června 1921 povýšen na podporučíka. Poté sloužil na USS Mississippi. Jelikož jej lákalo létání, přihlásil se v únoru 1924 k pilotnímu výcviku na Námořní letecké základně Pensacola. V říjnu téhož roku získal oprávnění námořního pilota. V listopadu byl přidělen k první letadlové lodi Námořnictva Spojených států USS Langley, kde sloužil jako zástupce velitele 2. pozorovací letky. V lednu 1925 byl převelen na bitevní loď USS Maryland jako zástupce navigátora a mladší letecký důstojník 1. pozorovací letky. V květnu 1927 byl přeřazen ve funkci kontrolního důstojníka do Námořní letecké továrny ve Filadelfii. Díky své ochotě stále se něčemu novému učit a iniciativně uplatňovat nově nabyté znalosti ve službě již po dvou měsících postoupil do nadřízeného Úřadu pro letectví amerického námořnictva, do oddělení vývoje a výzkumu pohonných jednotek.

### Výškové rekordy

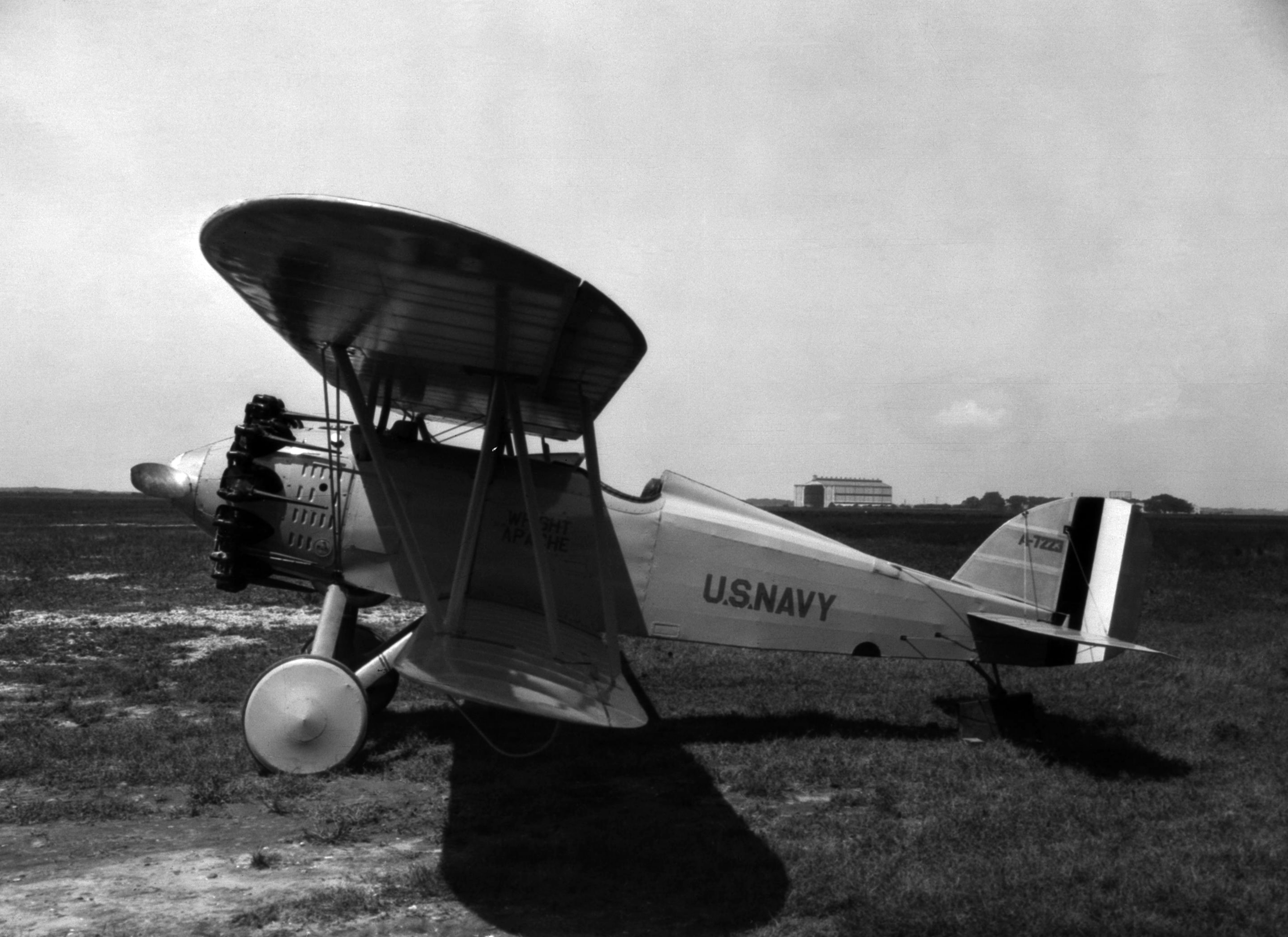
Wright XF3W Apache

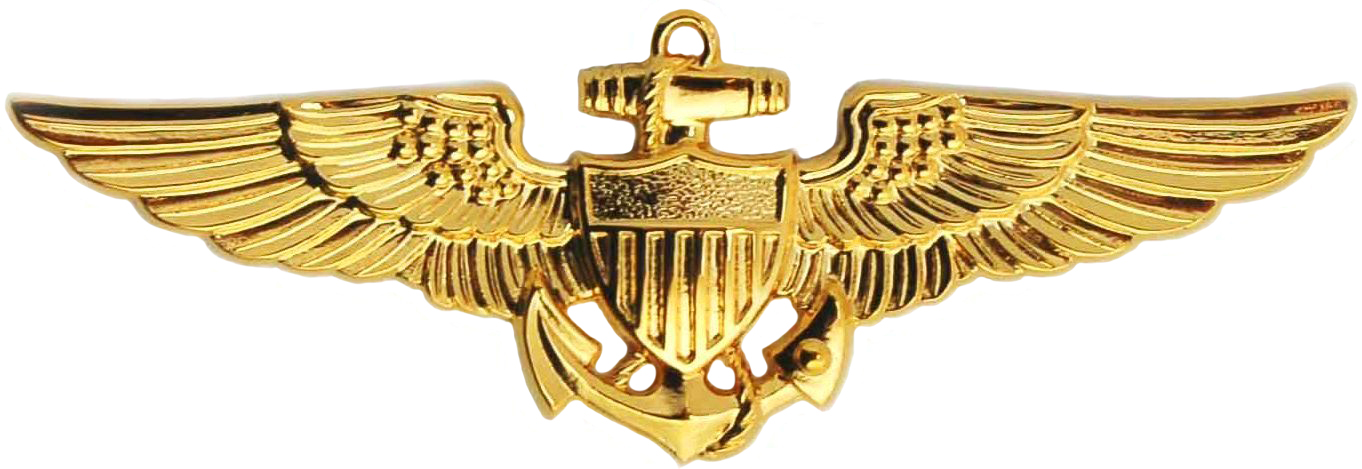
Odznak námořního letce

Soucek však nezapomínal, že je letec, a sedal do letadla, kdykoli k tomu měl příležitost. Jelikož se jako pilot osvědčil, začal ho Úřad pro letectví záhy vysílat na experimentální lety. To platilo zejména o výškových výstupech, s nimiž bylo tehdy jen málo zkušeností. Záměr byl vystoupat až na hranice stratosféry. Problém byl nedostatek kyslíku. Proto mu jeho bratr Zeus zkonstruoval speciální kuklu s vyhřívanými brýlemi, kombinézu a letecký dýchač. Jako letadlo si Soucek pro tento účel zvolil dvouplošník Wright XF3W Apache s hvězdicovým motorem Pratt & Whitney R-1340 o výkonu 450 koní (340 kW). S tímto letounem vystoupal 8. května 1929 do výšky 11 930 m a stanovil tak světový výškový rekord pro letouny s kolovým podvozkem. Měsíc nato, 4. června, vytvořil se stejným strojem, tentokrát vybaveným plováky namísto kol, světový výškový rekord pro hydroplány, jenž měl hodnotu 11 750 m. To byly v podmínkách tehdejší techniky nadlidské výkony, neboť Soucek létal jen v otevřené kabině s pouhým dýchačem. Přesně rok poté, 4. června 1930 vytvořil s plovákovou verzí letounu svůj poslední výškový rekord, když při letu nad námořní leteckou základnou Anacostia dosáhl výšky 13 157 m, čímž překonal svůj vlastní rekord. Byl to absolutní rekord pro všechny kategorie letadel s klasickými motory,  neboť Soucek dosáhl hranice dostupnosti pro pístové motory. Dokázaly ho pokořit až proudové letouny, pro plováková letadla proto zůstal platný celých 15 let. Americký tisk jej oslavoval a prezident Herbert Hoover mu za jeho výkony a odvahu udělil 8. listopadu 1930 Záslužný letecký kříž.
Souckův přínos pro letectví, zejména pak pro teorii a praxi výškového létání, tkvěl především v tom, že svoje lety pečlivě plánoval a připravoval, přičemž mu vydatně pomáhal jeho bratr Zeus Soucek. Jejich objevy a technická řešení, jež z těchto pokusných letů vyplynula, vedly k novým poznatkům nejen ve výškovém létání, ale také v technickém řešení nových dýchacích leteckých přístrojů, ve vývoji nových karburátorů, vrtulí, leteckých motorů a přístrojového vybavení letadel. Souckova kožená celohlavová kukla s otvory pro oči a pro hadici přivádějící kyslík z dýchače, podšitá králičí kůží a utěsněná na hlavě a ramenou zdrhovadlem a širokým límcem z králičí kůže, která je dílem jeho bratra Dia, je dodnes vystavena v Národním muzeu letectví a kosmonautiky.

### Znovu u námořnictva
V červnu 1930 se Soucek nakrátko vrátil ke službě na moři. Sloužil jako poručík ve 3. stíhací peruti na letadlové lodi USS Lexington a poté jako zástupce velitele 3. stíhací perutě na letadlové lodi USS Saratoga. V červnu 1932 byl, tentokrát ve funkci zástupce vedoucího oddělení letecké techniky, opět převelen do filadelfské Námořní letecké továrny. Od července 1935 sloužil jako první důstojník na palubě letadlové lodi USS Ranger, načež se v červnu 1937 navrátil jako velící důstojník 2. stíhací perutě na letadlovou loď USS Lexington. Jelikož si však Souckovi nadřízení velmi cenili jeho organizačních schopností a odborných znalostí, byl v květnu 1938 povolán zpět do Úřadu pro letectví, a sice do funkce zástupce náčelníka personálního odboru.

### 2. světová válka

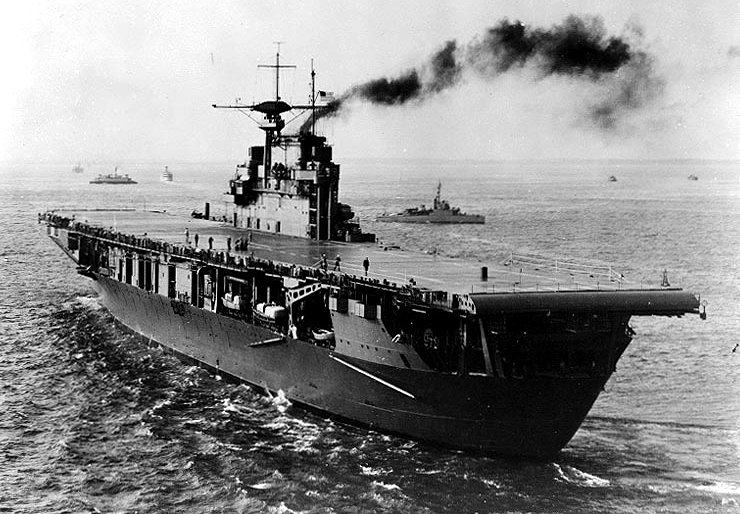
USS Hornet

Po vypuknutí 2. světové války se tehdy již komandér (podplukovník) Apollo Soucek začal opětovně snažit o to, aby byl aktivně nasazen na letadlových lodích amerického námořnictva v Tichém oceánu. V květnu 1940 byl přidělen jako navigační důstojník na USS Yorktown, načež byl již 20. října téhož roku převelen na USS Hornet, aby zde sloužil jako důstojník leteckého provozu. V roce 1942 byl jmenován velitelem leteckého provozu. V této funkci sloužil i během památného Doolittlova náletu na Tokio 18. dubna 1942, kdy měl dát příkaz ke startu bombardérů B-25B. V bitvě u ostrovů Santa Cruz ve dnech 25.–27. října 1942, během níž byl USS Hornet 27. října potopen, zažil komandér Soucek zřejmě nejdramatičtější okamžiky svého života.
USS Hornet byl 26. října ráno napaden japonskými letadly a těžce poškozen. Opravárenským četám, jimž komandér Soucek velel, se během necelých dvou hodin podařilo loď připravit na odtažení k opravě. Vzápětí však přišel druhý letecký útok, který odtažení znemožnil. Po třetím japonském útoku už nebylo možné loď zachránit,  proto byl vydán rozkaz k jejímu opuštění. Po čtvrtém náletu byl kolem šesté večer vydán rozkaz k potopení USS Hornet. Ani po zásahu 9 torpédy, ani po palbě 127mm děl ze dvou torpédoborců se Hornet nehodlal potopit. To se podařilo až dvěma japonským torpédoborcům a jejich 4 torpédům. Tak byla letadlová loď USS Hornet potopena spojenými silami japonského letectva a amerických a japonských torpédoborců.
V boji o záchranu lodi a její posádky se komandér Soucek podle svědectví kapitána lodi Charlese P. Masona a ostatních důstojníků a námořníků z Hornetu obzvlášť vyznamenal, proto byl mimořádně povýšen do hodnosti kapitána námořnictva (plukovník) a později jej president Roosewelt vyznamenal Stříbrnou hvězdou a Legií zásluh.
V lednu 1943 byl jmenován zástupcem náčelníka operačního štábu Pacifické floty Spojených států a v červenci se stal náčelníkem štábu, pobočníkem náčelníka Pomocného výcvikového velitelství námořního letectva a zástupcem náčelníka pro výcvik námořního letectva se sídlem v Námořní letecké základně Pensacola. Za zásluhy v této funkci obdržel svoje druhé ocenění Legie zásluh, tedy zlatou hvězdu na stužku. V březnu 1945 byl stažen z bojů v Tichomoří, aby se mohl stát velitelem dokončovacích prací na letadlové lodi USS Franklin D. Roosevelt po jejím spuštění na vodu 29. dubna 1945. Po jejím uvedení do služby 27. října 1945 se stal jejím prvním velícím důstojníkem.

### Poválečná léta

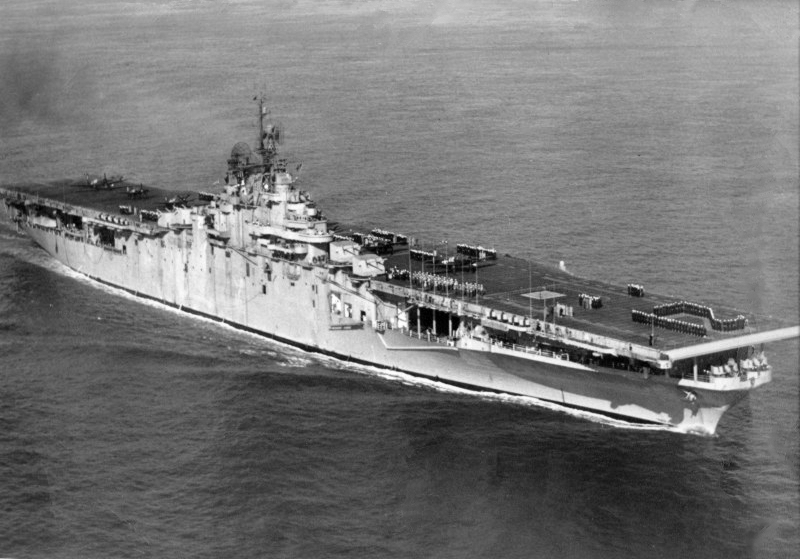
USS Boxer

Od ledna 1946 velel Apollo Soucek, již v první admirálské hodnosti, úderné skupině letadlových lodí Carrier Division 14. Od srpna byl velitelem 1. letecké skupiny. Dne 15. července 1947 byl jmenován náčelníkem Leteckého zkušebního centra námořnictva na Námořní letecké základně Patuxen River. Začal zde opět intenzivně létat a osobně se pak účastnil některých zkoušek nových letadel, např. palubního stíhacího letounu McDonnell FH-1 Phantom. Spolu s dalšími dvěma admirály, Danielem Gallerym (47 let) a Edgarem Cruisem (50 let) – Souckovi bylo rovněž 50 – založil akrobatickou skupinu Gray Angels (Šedí andělé), která létala jako první v USA na tryskových letadlech.
V roce 1949 se kontradmirál Soucek stal zástupcem náčelníka námořních operací pro letecké plánování a ředitelem útvaru leteckých plánů a programů. Převážnou část roku 1951 strávil v Londýně jako americký námořní letecký přidělenec. Jelikož mu v Londýně náhle zemřela manželka Agnes, vrátil se zpět do USA, kde od listopadu do února 1952 pracoval v kanceláři náčelníka námořních operací. V únoru byl jmenován velitelem úderné skupiny letadlových lodí Carrier Division 3 a poté velitelem proslulého operačního svazu Task Force 77. Jako vlajkový důstojník se plavil na palubě letadlové lodi USS "Boxer" a měl na starosti podporu operací v rámci korejské války. V této funkci také zaváděl do výzbroje letadlových lodí i proudové palubní stíhací letouny Grumman F-9 Cougar, které si samozřejmě také musel vyzkoušet. Za svoje působení v této válce obdržel kontradmirál Soucek Námořní medaili za vynikající službu.
Po skončení války v Koreji byl kontradmirál Soucek 18. června 1953 jmenován náčelníkem Úřadu pro letectví amerického námořnictva. V únoru 1955 však vážně onemocněl a 4. března byl nucen opustit své místo a odejít do důchodu. Ještě před jeho oficiálním odchodem do výslužby 1. července 1955 byl mimořádným usnesením Kongresu pověřen organizací a řízením Operace Deep Freeze I k jižnímu pólu. Tato v pořadí již pátá výprava kontradmirála Richarda E. Byrda se připravovala již od roku 1954 a Soucek měl být jejím operačním velitelem a rovněž kapitánem expedičního ledoborce USS Atka. Apollo Soucek se toho však již nedožil. Dne 19. července 1955 byl nalezen ve svém bytě mrtvý následkem infarktu myokardu. Bylo mu 58 let.
Apollo Soucek byl 26. července 1955 pohřben se všemi poctami na Arlingtonském národním hřbitově. Posmrtně byl povýšen do hodnosti viceadmirála.
Dne 4. června 1957 bylo letiště na Námořní letecké stanici Oceana oficiálně přejmenováno na Letiště Apolla Součka (Apollo Soucek Field). Podle některých pramenů je však údajně Souckovým největším pomníkem skutečnost, že jeho jméno nese největší vědecký a technický úspěch USA ve 20. století, program letu člověka na Měsíc, Apollo.

## Rodina
Mladší bratr Apolla Soucka, Zeus (1899–1967), rovněž vstoupil do řad amerického námořnictva a stal se pilotem. Také on si v květnu 1928 připsal na konto řadu rychlostních, dálkových a vytrvalostních rekordů s dvouplošníkem Naval Aircraft Factory PN-12 s otevřenou kabinou. Později rovněž pracoval v NASA a navrhoval mimo jiné skafandry pro astronauty v programu Apollo.

## Vyznamenání
- Medaile za vynikající službu v námořnictvu
- Stříbrná hvězda
- Legie zásluh se zlatou hvězdou
- Záslužný letecký kříž
- Bronzová hvězda se sponou V
- Medaile za vítězství v první světové válce se sponou Atlantické floty
- Medaile za službu v Číně
- Medaile za americkou obrannou službu
- Medaile za asijsko-pacifické tažení se třemi hvězdami
- Medaile za americké tažení
- Medaile za vítězství v 2. světové válce
- Námořní medaile za okupační službu
- Medaile za službu v národní obraně
- Medaile za službu v Koreji se dvěma hvězdami
- Medaile OSN za službu v Koreji